# Feilenhauer

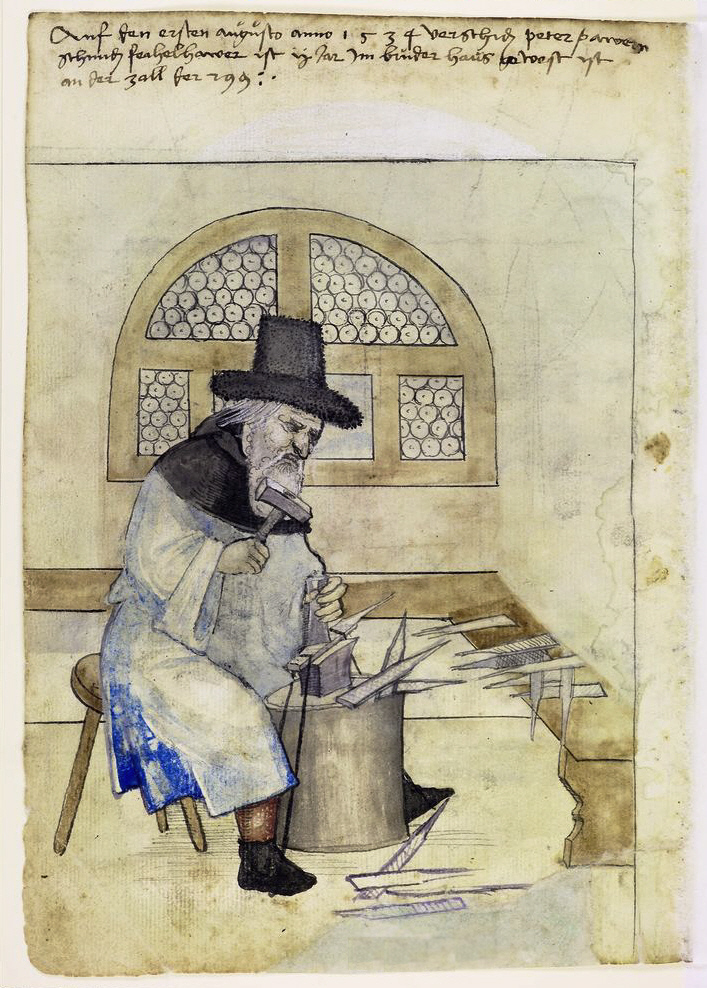
Der Nürnberger Feilenhauer Peter Bauernschmied im Jahr 1534

Feilenhauer ist ein ehemaliger Handwerksberuf, der sich mit der Herstellung neuer und der Wiederaufbereitung alter Feilen und Raspeln beschäftigt. Es gibt heute nur noch wenige Handwerker, welche diesen Beruf ausüben und Spezialaufträge ausführen.

## Geschichte
Der Beruf entstand im späten Mittelalter als ein Spezialzweig des Schmiedehandwerks. Zum ersten Mal wird er 1387 in Deutschland in Frankfurt am Main erwähnt, in Nürnberg wird der Beruf ab 1494 häufig genannt, im 16. Jahrhundert auch in Steyr, Leipzig, Köln und Augsburg. Im 19. und 20. Jahrhundert waren Remscheid und das Bergische Land ein Zentrum der Feilenhauerei. Von dort bezogen auch Betriebe in weit entfernten Regionen Feilenrohlinge.
Die Feilenhauer waren seit dem Mittelalter in Zünften organisiert. Einer mindestens dreijährigen Lehrzeit schloss sich eine mindestens ebenso lange Wanderschaft als Geselle an, bevor ein Meistertitel durch das Anfertigen eines Meisterstücks zumeist in Form von 3 verschiedenartigen Feilen erworben werden konnte. Dabei muss beachtet werden, dass der Rohstoff des speziellen Stahls zu damaliger Zeit äußerst teuer war und der angehende Meister sowohl das Material und vor allem die Möglichkeit haben musste, diese zu fertigen. Ein guter Feilenhauer bewältigte im 19. Jh. bei 80 bis 220 Schlägen pro Minute bis zu 50 Feilen am Tag.
Es sind vor allem seit der Renaissance viele Versuche unternommen worden, Feilen maschinell zu hauen. Die wohl erste überlieferte Darstellung einer Feilenhaumaschine als Skizze stammt von Leonardo da Vinci, entstanden um das Jahr 1500. Andere, wenn auch nicht an dem Entwurf von da Vinci anknüpfen könnende Überlegungen einer mechanisierten Herstellung von Feilen wurden von dem Franzosen Mathurin Jousse in seinem Buch über Schlosserei (1627) beschrieben. Der Einsatz solcher Apparate scheiterte zunächst an dem mangelnden ökonomischen Vorteil, denn ein Arbeiter, der für die Bedienung einer solchen Maschine erforderlich gewesen wäre, konnte in der gleichen Zeit die Handarbeit verrichten. Durchgesetzt hat sich die maschinelle Fertigung erst um 1890 in den Feilenfabriken. Als handwerkliche Tätigkeit verschwand die Feilenhauerei allmählich. In Baden-Württemberg beispielsweise strich man den Beruf in den 1950er Jahren aus der Liste der Handwerksberufe, der letzte Betrieb schloss in den 1980ern. In der DDR hieß der Beruf Facharbeiter(in) für Fertigungsmittel, Spezialisierungsrichtung Feilenhauer(in). 1985 wurde daraus ein Ausbildungsberuf („Seltener Handwerksberuf“). Bis zum 31. Dezember 1989 waren allein bei der Handwerkskammer des Bezirkes Potsdam noch 3 Feilenhauerbetriebe registriert.
Seit der Deutschen Wiedervereinigung gibt es dieses Handwerk nicht mehr als Ausbildungsberuf.
In der tschechischen Region um Jihlava hatte das Feilenhauerhandwerk traditionell eine große Bedeutung. So lebte ein Großteil der Bevölkerung im Dorf Křižánky im 19. Jahrhundert fast ausschließlich von der Feilenhauerei.

## Bearbeitung
Die Feilen (und Raspeln) wurden aus einem gut härtbaren Werkzeugstahl (gegärbter Roh- oder Zementstahl, weniger Gussstahl, später Walzstahl) geschmiedet, wobei man für solche mit dreieckigem und rundem Querschnitt Gesenke zur Hilfe nahm. Die geschmiedeten Feilenrohlinge wurden ausgeglüht und langsam abgekühlt, um sie so weich wie möglich zu machen. Vor dem Behauen erhielten sie ihre Form sowie glatte und blanke Flächen durch Abschleifen. Dieser Arbeitsschritt geschah in eigenen Schleifmühlen oder -kotten mittels wassergetriebener Schleifsteine. Dies war eine äußerst gesundheitsschädliche Arbeit, da der Staub und das kalte Wasser bei den Arbeitern Silikose, Gicht und Rheuma verursachten. Die Einkerbungen auf der Feilenoberfläche entstanden durch Eintreiben eines Meißels mit dem Hammer, der einen gekrümmten, kurzen Stiel hatte und aus dem Handgelenk geschlagen wurde. Als Unterlage diente der Hauamboss, auf dem die Feile mit einem Lederriemen festgehalten wurde, den der Feilenhauer mit beiden Füßen spannte. Das Hauen fing bei der Spitze an und wurde mit jeweils ein bis zwei Schlägen Einschnitt für Einschnitt bis zur Angel erzeugt. Waren alle Flächen mit dem Unterhieb versehen, wurden die Grate leicht abgefeilt und der Kreuzhieb aufgesetzt. Die Gleichmäßigkeit des Hiebs und die perfekte Regelmäßigkeit der Abstände waren Zeichen des Könnens der Feilenhauer. Wenn Dreikantfeilen von mehreren Seiten zu bearbeiten waren, legte der Feilenhauer die fertige Seite in passend geformte Gesenke aus weichem Blei, um die Zähne dieser Seite zu schonen. Entscheidend für Dauerhaftigkeit der Feile war ihre Härte. Die Härtung erfolgte durch Glühen in koksbefeuerten Härteöfen. Damit dabei die Feilenzähne nicht abbrannten, bestreute man sie zum Schutz mit Härtepulver. Aus dem Ofen genommen, schreckte der Feilenhauer die Feile in kaltem Wasser ab und bestrich sie zum Rostschutz mit Öl. Abgenutzte Feilen konnte man wieder zum Feilenhauer bringen. Sie wurden weichgeglüht und abgeschliffen, danach brachte der Feilenhauer neue Hiebe auf und härtete sie wieder.